# 2018年のラジオ番組一覧 (日本)
- 2018年のラジオ (日本) > 2018年のラジオ番組一覧 (日本)

2018年のラジオ番組一覧（2018ねんのラジオばんぐみいちらん）では、2018年に日本国内で放送開始、もしくは放送終了した、または今後放送開始する予定のラジオ番組をまとめる。

## 開始番組

### 2018年1月放送開始
文化放送
- 4日 - エブリスタ・マンガボックス presents 豊永・小松・三上の真夜中のラジオ文芸部(出演：豊永利行、小松未可子、三上枝織。木曜日20：30)[1][2]
- 7日 - 柿原徹也・畠中祐 ボクらが君を幸せにするラジオ（出演：柿原徹也、畠中祐 日曜2:00）[3][4]

TOKYO FM
- 7日 - SPITZ 草野マサムネのロック大陸漫遊記（出演:草野マサムネ。日曜21:00 - 21:55）[5]

bayfm
- 4日 - 輪入道の”暴走ぱんちらいん”（出演：輪入道。木曜〈水曜深夜〉1:00 - 1:25）[6]
- 6日 - TRF presents bayfm Groove the Music（出演：SAM、DJ KOO（TRF）。土曜 19:00 - 19:29。）[6]
- 13日 - TAKE OFF（出演：WATARU。土曜〈金曜深夜〉 1:00 - 1:27）[6]

エフエム群馬
- 3日 - もうやめてくんねーかい（出演：寺口宣明（Ivy to Fraudulent Game）。水曜 20:00 - 20:30）[7][8]

エフエム富士
- 3日 - FREE ALL EMPiRE（出演：EMPiRE。水曜（隔週） 20:00 - 21:56。）[9]
- 10日 - Maison book girlの『水曜日のブックガ』（水曜 23:00 -23:30。出演：Maison book girl。）[10]

@FM
- 1日 - 自分メイド（出演：MEGUMI。月曜 20:00 - 20:30）[11]
- 5日 - 三州瓦 presents dela STREAM（出演：dela。金曜〈木曜深夜〉0:30 - 1:00）[12]
- 8日 - GO KING RADIO（出演：加納尚樹。月曜〈日曜深夜〉0:00 - 0:30）[13]
- 8日 - @FM NAGOYAKA（出演：あきいちこ。月曜〈日曜深夜〉1:30 - 2:00）[14]

三重エフエム放送
- 5日 - モッティー&隼人のゴルフ女子入門（出演：井上麻衣、中村基二、福廣隼人。金曜 18:55 - 19:00）[15]

朝日放送
- 2日 - with you（火 - 金曜 1:00 - 4:15・土曜1:00 - 4:30）

毎日放送
- 8日 - 香西かおり 大人のかおり（出演：香西かおり。月曜〈日曜深夜〉0:30 - 1:00）[6]

中国放送
- 8日 - アンガールズのカープ愛炸裂番組 カーティスト（出演：アンガールズ。月曜 19:30 - 20:00）[16]

エフエム・ノースウェーブ
- 2日 - The Floorのふろあがりレディオ （火曜 21:00）[17]

秋田放送
- 7日 - AKB48チーム8 谷川聖の谷あり川ありラジオあり（出演：谷川聖（AKB48）。日曜 23:00 - 23:30）[18]

CROSS FM
- 1日 - 3年C組 タモガミ先生!（月曜 23:00。P:田母神俊雄。出演:中馬祥子、吉田紗綾）[19]

ラジオ沖縄
- 1日
  - グートゥーミートゥー（月 - 金曜 14:30 - 16:30）
  - ユーグラデーションタイム チョイス!!（月 - 金曜 16:55 - 18:15）
- 5日 - 美崎牛本店プレゼンツ 牛ラジ(仮)（金曜 22:00 - 22:30。P:リブロース美崎、前田夏希）[20]

### 2018年2月放送開始
文化放送
- 2日 - 小野賢章のおののみ（出演：小野賢章。金曜 19:40〔渋谷×文化ラジオ内〕）[21][22]※2018年4月8日より日曜 18:45 - 19:00に移動[23]

エフエム群馬
- 3日 - LOOP CHILDの世界一のsmile（出演：LOOP CHILD。土曜 18:00 - 18:55）[24]

毎日放送
- 8日 - BEATLESS〜はっく・ざ・らじお（出演：小野早稀、佐武宇綺、若井友希、鈴木健太。木曜〈水曜深夜〉 2:00 - 2:30）[25]

エフエム大阪
- 1日 - おふらじ!（DJ：淡路祐介、 戸田柚葉。木曜19:30 - 20:00）[26]

エフエム滋賀
- 3日 - Word to the future（出演：竹村美緒。土曜 11:55 - 12:00）[27]

### 2018年3月放送開始
J-WAVE
- 2日 - GYAO! CLUB INTIMATE（金曜 23:00 - 23:30）[28]

@FM
- 16日 - 養老鉄道presents 足立佳奈の乗ってみようろう!（出演：足立佳奈。金曜 19:55 - 20:00）[29]

中国放送
- 31日 - 松ちゃん・大ちゃんのふくふくサタデー（出演：松本裕見子、大松しんじ、石田充（中継コーナー担当）。土曜 13:00 - 17:00）[30]

### 2018年4月放送開始
NHKラジオ第1
- 2日 - にっぽん列島夕方ラジオ（平日17:05 - 17:55）[31]
- 2日 - Nらじ（P：黒崎瞳、畠山智之。平日18:00 - 20:00）[31]
- 7日 - 石丸謙二郎の山カフェ（P:石丸謙二郎。土曜9:05 - 9:55）[31][32]
- 10日 - パワーボイスA 徳井青空のアニメ“ちゅ〜♡”ずでい（出演：徳井青空。火曜〈隔週〉20:05）[33]

NHK-FM
- 2日 - らじるの男（出演：温水洋一。月 - 金曜 23:50 - 23:55）[31][34]
- 2日 - 5分でミュージックライン（出演：南波志帆。月 - 金曜 23:55 - 24:00）[35]
- 6日 - カブキチューン（出演：尾上右近。金曜11:00）[36]

ラジオNIKKEI第1
- 4日 - 北野誠のトコトン投資やりまっせ。（出演：北野誠、大橋ひろ子、五月女璃奈 ほか。水曜 22:30 - 23:30）[37]

TBSラジオ
- 2日 - アフター6ジャンクション（出演：宇多丸（ライムスター）。月 - 金曜 18:00）[38]
- 3日 - ハライチ岩井勇気のアニニャン!（出演：岩井勇気（ハライチ）。火曜 21:00-21:30）[39]
- 4日 - かまいたちのヘイ!タクシー!（出演：かまいたち。水曜 21:00 - 21:30）[39]
- 6日 - AI時代のラジオ 好奇心プラス（P：FROGMAN、アシスタント：ドッチくん（会話特化型AI） ほか。金曜 21:00-22:00）[39]
- 7日
  - 成瀬心美ぷるるんhoneyトラップ（出演：成瀬心美。土曜 20:40〔簡易恋愛プログラム 宮川賢のデートの時間でそ?!内〕）[40]
  - TALK ABOUT（出演：工藤大輝（Da-iCE））。土曜 22:00 - 24:00）[41]。
- 8日
  - 鈴木聖奈 LIFE LAB 〜○○のおじ様たち〜（出演：鈴木聖奈。日曜〈土曜深夜〉 0:30 - 1:00）[39]
  - 乗りものニュース1155（出演：久野知美、恵知仁。日曜 11:55 - 12:00）[39]
  - センチュリー21 presents 伊原六花とブカツ☆ダンス（出演：伊原六花。日曜 19:15 -19:30）[39]

文化放送
- 1日 - 防災アワー（出演：伊藤佳子、佐藤圭一。日曜 5:05 - 5:20）[42]
- 2日
  - 片山右京 DREAM REVIEW（出演：片山右京、長麻未。月曜 18:30 - 18:45）[42]
  - 由真と愛のWedge of Love（出演：上地由真、遠野愛、砂山圭大郎。月曜 19:00 - 19:30）[42]
  - 玉川美沙 MUSIC SELECTION（出演：玉川美沙、宮川彬良。月曜 20:00 - 20:30）[43]
- 3日 - ユニゾン!〜ジェネレーション〜（出演：河本啓佑、畠中祐、沢城千春、千葉翔也。火〈月曜深夜〉 - 金曜〈木曜深夜〉 1:00 - 2:00）[42]
- 3日 - 白石聖のわたくしごとですが…（出演：白石聖。火曜 23:30 - 23:45〔レコメン!内〕）[44]
- 4日
  - P.IDLのぶんぶんステージャー（出演：P.IDL。水曜〈火曜深夜〉2:00 -2:15）[42]
  - 音楽ゴリラ（出演：音楽ゴリラ。水曜〈火曜深夜〉2:15 -2:30）[42]
- 5日 - SUPER★DRAGONのスパドラジオ（出演：SUPER★DRAGON。木曜〈水曜深夜〉2:30 - 3:00）[45]
- 6日 - sora tob sakanaの飛ばなきゃ損損!!（出演：sora tob sakana。金曜〈木曜深夜〉2:30 - 2:59）[46]
- 7日
  - みんなにエール!（出演：町亞聖。土曜 5:35 - 5:50）[42][47]
  - ラジオのあさこ（出演：いとうあさこ、砂山圭大郎。土曜 7:00）[42][48]
  - 村上信五くんと経済クン（出演：村上信五、長麻未。土曜 9:00 - 10:00）[42][49]
- 8日 - 竹中功のアロハな気分（出演：竹中功、長麻未。日曜 19:00 - 20:00）[42]

ニッポン放送
- 2日
  - 飯田浩司のOK! Cozy up!（出演：飯田浩司、新行市佳 ほか。月 - 金曜 6:00 - 8:00）[50]
  - 草野満代 夕暮れWONDER4（出演：草野満代。月 - 木曜 16:00 - 17:40）[51]
- 3日 - 根本宗子と長井短のオールナイトニッポン0(ZERO)（出演：根本宗子、長井短。火曜〈月曜深夜〉3:00 - 4:30）[52]
- 3日 - ザ・フーパーズ 火曜イケナイト!（出演：ザ・フーパーズ。火曜 21:30 - 21:40）[53]
- 4日 - Creepy Nutsのオールナイトニッポン0(ZERO)（出演：CreepyNuts。水曜〈火曜深夜〉3:00 - 4:30）[52]
- 6日
  - 四千頭身のオールナイトニッポン0(ZERO)（出演：四千頭身。金曜〈木曜深夜〉3:00 - 4:30）[52]
  - あっとせぶんてぃーんのご帰宅しませんか?（出演：あっとせぶんてぃーん。金曜 21:30 - 21:40）[54]
- 8日
  - マキタスポーツ食道（出演：マキタスポーツ。日曜 19:20 - 19:40）[55]
  - 篠原かをりのいきいきプラネット（出演：篠原かをり。日曜 20:20 - 20:40）[56]
  - ミュージカル刀剣乱舞ラジオ（出演：ミュージカル『刀剣乱舞』刀剣男士キャスト、吉田尚記。日曜 20:40 - 21:00）[57]
- 22日 - 健太郎のオールナイトニッポン0(ZERO)（出演：健太郎。日曜〈土曜深夜〉3:00 - 5:00）[58]
- 29日 - WANIMAのオールナイトニッポン0(ZERO) 〜1 CHANCE NIGHT FEVER〜（出演：WANIMA。日曜〈土曜深夜〉3:00 -5:00）[59]

interFM897
- 4日 - WONK RADIO（出演：WONK。水曜 23:00 - 23:29）[60]
- 5日 - RADIO GNU（出演：King Gnu。木曜 23:00 - 23:30）[61]

TOKYO FM
- 1日
  - Groove Navigation（出演：東海林舞。日曜 11:30 - 11:55）[62]
  - ENEOS presents DREAMS COME TRUE 中村正人のENERGY for ALL（出演：中村正人（DREAMS COME TRUE）。日曜 13:00 - 13:55）[62]
- 2日 - クロノス WIZ（出演：ケリーアン〈月曜 - 水曜担当〉、綿谷エリナ〈木曜 - 金曜担当〉。月 - 金曜 5:00 - 5:55）[62]
- 3日 - ふぁならじ☆ザ・ワールド（出演：fhána。水曜〈火曜深夜〉1:30 - 2:00）[62]
- 4日 - 陰陽座・黒猫のねこまんまRADIO（出演：陰陽座。木曜〈水曜深夜〉1:30 - 2:00）[62]
- 6日 - 三井ホーム presents キュレーターズ〜マイスタイル×ユアスタイル〜（出演：田中麗奈。金曜 17:00 - 17:25）[62]
- 6日 - OKAMOTO'S SHOCK THE RADIO powered by G-SHOCK（出演：OKAMOTO'S。金曜 18:00 - 18:25）[63]
- 6日 - 松任谷正隆のおでかけラジオ（出演：松任谷正隆。金曜 19:30 - 19:55）[62]
- 8日
  - MURO presents KING OF DIGGIN’（出演：MURO、MACKA-CHIN。日曜〈土曜深夜〉 3:30 - 4:00）[62]
  - アン ミカのレディオ・フィーカ presented by VOLVO CAR JAPAN（出演：アンミカ、牛窪万里子。日曜 8:00 - 8:25）[62]
  - YKK AP presents 皆藤愛子の窓café 〜窓辺でcafé time〜（出演：皆藤愛子。日曜 10:30 - 10:55）[62]
  - Pocky ラジアンサンデー（出演：やまだひさし。日曜 20:00 - 20:30）[62]

J-WAVE
- 1日
  - CHINTAI ACTIVE ON SUNDAYS（出演：森矢カンナ。日曜 12:00 -12:54）[64]
  - JUMP OVER（出演：松居大悟。日曜 23:00 - 23:54）[64]
- 7日
  - SEIKO SOUND STORAGE（出演：マンスリーゲスト。土曜〈金曜深夜〉0:00 - 0:30）[64]
  - SOFA KING FRIDAY（出演：PUNPEE。土曜〈金曜深夜〉1:00 - 1:30）[64]

アール・エフ・ラジオ日本
- 2日 - DeNA BAY SPORTS（出演：髙田延彦、半田あい ほか。月曜 18:30 - 19:00）[65]
- 5日 - Chuning Candy Tune Up Party!!（出演：Chuning Candy。木曜 22:00 - 22:30）[66]
- 8日 - Fuki Communeの奇妙な日曜日（出演：Fuki(Fuki Commune)。日曜 22:30 - 23:00）[67]

bayfm
- 1日 - SUNDAY! FUN!DAY（出演：セレイナ・アン。日曜 6:30 - 7:59）[68][69]
- 1日 - 6時からドットコム（出演：小林克也。日曜 18:00 - 18:55）[70]
- 4日 - ブルーベリーナイト☆（出演：青野美沙稀。水曜〈火曜深夜〉 1:00 - 1:25）[71]
- 7日
  - バズザックファクトリー（出演：buzz★Vibes、ZAQ。土曜〈金曜深夜〉 0:00 - 0:27）[72]
  - ラックライフのでんねんまんねん（出演：ラックライフ。土曜 23:00 - 23:27）[73][74]

エフエムナックファイブ
- 4日 - 松井咲子の気になる子さん（出演：松井咲子。水曜21:10 - 21:20。「Nutty Radio Show THE魂」内）[75]

横浜エフエム放送
- 4日 - heal lullaby（出演：秋本帆華（チームしゃちほこ）。水曜〈火曜深夜〉2:30 - 3:00）[76]

茨城放送
- 3日 - 宇宙まおのいばらきは宇宙だ!（出演：宇宙まお。火曜 21:00 - 21:30）[77][78]
- 7日 - 安達勇人の〜ADACHI HOUSEに来たらいがっぺよ〜（出演：安達勇人。土曜 18:15 - 18:30）[77]

エフエム栃木
- 4日 - サトウヒロコの即興ソングブック（出演：サトウヒロコ。20:55 - 21:00）[79]
- 5日 - トヨタレンタリース栃木 Presents 本田仁美 ひぃといずおん 〜HITOMI HONDA HEAT IS ON〜（出演：本田仁美。木曜 21:30 - 21:45）[80]
- 7日 - 2ml（出演：DRAGON、スギ。（インスタントジョンソン）、齊藤夢愛、根本アトム朋之。土曜 18:00 - 18:55）[81]

エフエム群馬
- 26日 - ここデリ（出演：デリ子姉さん（月刊デリジェイ副編集長 山田伊津子）、進行：佐藤彩乃。毎月最終木曜 11:30 - 11:55）[82][83]

新潟放送
- 8日 - 中澤卓也のMUSIC HOUR!（出演：中澤卓也。日曜 21:00 - 21:30）[84]

エフエムラジオ新潟
- 1日 - FIGUEROA MID NIGHT（出演：ミノルクリス滝沢、Mika Walker。日曜〈土曜深夜〉0:00）[85]
- 2日
  - 素晴ラシキ此ノ歌（出演：水橋里奈。月曜〈日曜深夜〉0:30 - 1:00）[86]
  - HAPPY MAPPY（出演：村井杏、Megu（Negicco）。月曜 13:30 - 16:55）[87]
  - #トクベヤ（出演：TOC。月曜 20:30 - 20:55）[87]
  - TOMO NOTO（出演：Your Friends。月曜 21:30 - 21:55）[88]
- 3日 - XOXO～hugs and kisses～（出演：Mika Walker、本間紗理奈。火曜 13:30 - 16:55）[87]
- 4日 - PLAYER'S（出演：ミノルクリス滝沢、酒井春奈。水曜 13:30 - 16:55）[87]
- 5日 - Follow you!Follow me?（出演：酒井春奈、鈴木悟。木曜 12:00 - 13:00）[89]
- 6日 - Swag（DJ YAGI。金曜 20:00 - 20:55）[87]

北日本放送
- 8日 - 志の輔&雷鳥のなんでか?ニッポン（出演：立川志の輔、雷鳥。日曜 17:00 - 17:30）[90]

富山エフエム放送
- 13日 - あにめdawn!!!!（出演：タナベマサキ、まなつ。第2金曜 20:00 - 20:55）[91][92]

エフエム富士
- 4日
  - 茅原実里のミスサンシャイン（出演：茅原実里、星野卓也。水曜 19:00 - 19:54）[93]
  - 四千ミルク（出演：四千頭身。水曜21:00 - 22:56）[94]
- 5日 - CYNHNの歌いまスウィーニー（出演：CYNHN。木曜 23:30）[95]
- 6日 - おおきゆりねの音楽の世界におはようこそ（出演：おおきゆりね。金曜 23:30）[96]
- 19日 - こぶしファクトリーの夜空で逢いましょう（出演：こぶしファクトリー。木曜20:00 - 20:56）[97]

CBCラジオ
- 7日
  - 工作太朗のラジオボーイ（出演：工作太朗。土曜17:00 -19:00）[98]
  - クレヨンバスで行こう!!（出演：クレヨンバス（from P.IDL）。23:30 -24:00）[98]
- 8日
  - いまイチ（出演：杉山遥（P.IDL）、酒井直斗。日曜〈土曜深夜〉3:00 -3:30）[98][99]
  - 岩佐美咲の演日（出演：岩佐美咲。日曜5:00 - 5:15）[100]
  - 板東サンデー（P:板東英二、アシスタント：加藤由香。日曜 13:00 -15:00）[98]

東海ラジオ放送
- 7日
  - 井田・三丘の歌謡曲主義（出演：井田勝也、三丘翔太、羽山みずき。土曜 17:00 - 19:30）[101]
  - Dera☆Dear☆Stage（出演：夢眠ねむ（でんぱ組.inc）、シンセカイセン、ココロモヨヲ。土曜19:30 - 20:00）[102]
- 8日 - 松原敬生の歌謡曲主義（出演：松原敬生。日曜 17:00 - 19:30）[101]
- 8日 - 1・2・3四日市メガリージョン!!（出演：源石和輝、水谷留尉、あべ静江、ミナクル。日曜 19:30 - 20:00）[103][104]

岐阜放送ラジオ
- 5日 - キリン 岐阜のおいしい、たのしい発見隊（出演：オカダミノル、吉田早苗。木曜 16:05 - 16:20〔お茶の間ステーション2時6時内〕）[105][106]
- 17日 - Nine oh! for You ナイン・オゥ・フォー・ユー（出演：スインギー奥田、ケージ東。火 - 金曜 18:00 - 21:00）[105][107]

ZIP-FM
- 1日 - STEP6（出演：中川大輔。土・日曜 6:00 - 7:00）[108][109]
- 2日
  - High! MORNING!（出演：MEGURU。月 - 金曜 6:00 - 9:00）[110][111]
  - BRUNCH STYLE（出演：永田レイナ。月 - 木曜 9:00 - 11:00）[112][113]
  - bloomy＊（出演：橋本みのり。月 - 木曜 13:00 - 15:00）[114]
  - tTime（出演：小林拓一郎。月 - 木曜 15:00 - 17:00）[115][116]
  - bestie（出演：石川舜一郎、神原真理。月 - 木曜 19:00 - 21:00）[117][118]
- 6日 - VOOM VOOM ROOM（出演：ビッケブランカ。金曜〈木曜深夜〉 1:00 - 1:30）[119]
- 7日
  - FUNNY BUDDY（出演：荒戸完、清里千聖。土曜 13:00 - 16:00）[120][121]
  - JOIN US!（出演：堀江美穂。土曜 19:00 - 21:00）[122]
  - MYSTERIOUS RADIO CULT（出演：鉄平、上野智子。土曜 21:00 - 23:00）[123]

Radio NEO
- 2日
  - supplemusic（月 - 金曜 5:00 - 6:00、日曜 21:00 - 22:30）[124][125]
  - MORNING FEVER!!（月 - 金曜 6:00 - 7:00）[124][126]
  - デラスキNine!!（出演：デラスキッパーズ。月 - 金曜 9:00 - 10:00）[124][127]
  - beatlebox（月 - 金曜 11:30 - 12:00）[124]
  - 世界音旅（月 - 金曜 12:00 - 13:00）[124]
  - おたふじお。（出演：フジコ、フジオ。月曜 21:00 - 22:00）[124]
- 7日
  - Acoustic Breeze（土曜 10:00 - 11:00、日曜 20:00 - 21:00）[124]
  - Family Tunes（土曜 11:00 - 12:00）[124]
- 8日
  - JAZZ ain't Jazz（出演：沖野修也 (KYOTO JAZZ MASSIVE)。日曜 16:00 - 17:00）[124]
  - Tokyo Moon（出演：松浦俊夫。日曜 17:00 - 18:00）[124]

@FM
- 6日
  - townbeats（出演：山口千景。金曜 12:00 - 14:40）[128]
  - FRIDAY NIGHT FEVER（出演：佐井祐里奈。金曜 21:00 - 21:30）[129]

静岡エフエム放送
- 1日 - 宮野寛子 一枚の写真から（出演：宮野寛子。日曜 8:00 - 8:25）[130]
- 6日 - Meikの常盤町放送部!!（出演：Meik。金曜 19:00 - 19:30）[131]
- 8日 - TOMOOのもぐラジオ（出演：TOMOO。日曜〈土曜深夜〉1:30 - 2:00）[132]

三重エフエム放送
- 1日 - SUP! Surpraise the Nature（出演：伊藤あや。日曜 15:55 - 16:00）[133]
- 6日 - オメでたい三重でなにより（出演：赤飯（オメでたい頭でなにより）。金曜 22:55 - 23:00）[134]

朝日放送ラジオ
- 3日 - 森脇健児のケンケン・ゴウゴウ!（出演：森脇健児、関根友実。火曜 12:00 - 15:00）[135][136]
- 7日 - 土曜いそべ堂（出演：磯部公彦、桂紗綾。土曜 19:00 - 21:00）[137]
- 8日 - ET-KINGのえべっさんでぇ（出演：BUCCI（ET-KING）。日曜23:00 - 23:30）[138]

大阪放送
- 2日
  - イマうた（P：中澤卓也、走裕介、水雲-MIZMO、川上大輔、脇たまき。月 - 金曜 17:15 - 17:40）[84][139]
  - J-HITS RADI✕MATION（出演：松本雅子。月 - 水曜 21:00）[139]
- 5日
  - MUSIC MUSIC MUSIC（出演：土山和子。木曜 21:00）[139]
  - 榎木淳弥・堀江瞬 エノホリック（出演：榎木淳弥、堀江瞬。木曜 23:00 - 23:30）[140]
- 6日 - GO!GO!フライデーショー!（出演：大西ユカリ、ヤナギブソン（ザ・プラン9）、和田麻実子。金曜 12:00 -17:00）[139]
- 7日 - 内田彩・飯田里穂のしゅわしゅわ八方美人（出演：内田彩、飯田里穂。土曜〈金曜深夜〉24:30 - 25:00）[140]
- 8日 - 美男高校地球防衛部RADIO HAPPY KISS!（出演：下鶴直幸、小俣凌雅、石井孝英、安田陸矢、葉山翔太。日曜〈土曜深夜〉0:00 - 0:30）[141]
- 8日 - 4時は夢中（出演：松浦隆、久保田真矢。日曜〈土曜深夜〉4:00 - 4:20）[142]
- 9日 - 少女☆歌劇 ラジオスタァライト（出演：小山百代、佐藤日向。月曜〈日曜深夜〉0:30 - 1:00）[143]

毎日放送
- 1日 - 市川紗椰のKYOTO NOTE（出演：市川紗椰。日曜 17:10 - 17:40）[144]
- 2日
  - ニュースなラヂオ（出演：矢野宏、加藤夏海。月曜 8:00 - 9:00）[144]
  - アッパレ伊波!1名様やってまーす（出演：伊波杏樹。月曜 23:15 - 23:30）[145][146]
- 3日
  - マルセイユの朝まで生まんげき（出演：マルセイユ。火曜〈月曜深夜〉2:30 - 4:55）[144]
  - まだまだええなぁ!もうすぐベースボールパーク（出演：上泉雄一、豊永真琴。火 - 金曜 17:45 - 17:54）[144]
- 3日 - 豊永真琴のベースボールパークEXトラ!（出演：豊永真琴、狩野恵輔。火 - 木曜 17:45 - 17:54）[144]
- 4日 - あどりぶラヂオ（出演：毎日放送アナウンサー ほか。水曜〈火曜深夜〉- 金曜〈木曜深夜〉2:00 - 4:55（木曜〈水曜深夜〉のみ 2:30 - 4:55））[144]
- 6日 - MBSヤングタウン（出演：アリス。金曜 22:00 - 23:00）[144]
- 7日
  - DJ KO-TAROの＋musicレディオ（出演：DJ KO-TARO、森下真帆（Re:Complex）。土曜〈金曜深夜〉2:00 - 2:30）[144]
  - たこ焼道楽わなかPresents ガチンコ!最強たこ焼き列伝!（出演：丸高愛実、和中徹（たこ焼道楽わなか会長）。土曜 17:45 - ）[147]
- 8日 - めっちゃ!祭nine.（出演：祭nine.。日曜 23:30 - 24:00）[144]
- 9日 - Da-iCE 花村想太のa-I'm from HYOGO（出演：花村想太（Da-iCE）。月曜〈日曜深夜〉0:00 - 0:30）[144]
- 14日 - 小籔・笑い飯のラジオ（仮）（出演：小籔千豊・笑い飯。土曜〈金曜深夜、月1回ペース〉0:20 - 2:00）[148]

FM COCOLO
- 1日 - Got You OSAKA（出演：トータス松本。日曜 14:00 -16:00）[149]

FM802
- 2日
  - 802 MORNING SCAPE（出演：飯室大吾。月曜 5:00 - 6:00）[150]
  - UPBEAT!（出演：加藤真樹子。月 - 木曜 11:00 - 13:00）[151]
  - Ciao Amici!（出演：野村雅夫。月 - 木曜 17:00 - 19:00）[150][152]
- 3日 - Night Groomin'（出演：深町絵里〈月・火曜担当〉、早川和余〈水・木曜担当〉。火曜〈月曜深夜〉 - 金曜〈木曜・火曜担当〉 0:00 - 1:00）[153]
- 6日 - FRIDAY Cruisin' Map!!（出演：飯室大吾。金曜 12:00 - 18:00）[150][154]

ラジオ関西
- 1日
  - 旭堂南鷹の今昔"なにわ物語"（出演：旭堂南鷹。日曜7：00 - 7:15）[155]
  - 今井宏美の"テイク・ア・ブレイク"（出演：今井宏美。日曜19:00 - 19:15）[155]
  - 大空美樹の目指せ!カラオケ日本一（出演：大空美樹、音葉潤。日曜21:00 - 21:30）[156]
- 2日 - KOBEハーバーカーニバル!（出演：門松良祐、Rinana、ゴーゴー木村、木村俊章。月曜22:00 - 23:30）[155]
- 3日 - THE TOMBOYSのDream Tues Box（出演：THE TOMBOYS。火曜22:00 - 23:30）[155]
- 4日 - Permanent FishのHappy Hump Day!（出演：Permanent Fish。水曜22:00 - 23:30）[155]
- 5日 - さしよりからし蓮根（出演：からし蓮根。木曜22:00 - 23:30）[155]
- 6日 - 中村佑介の一期一絵（出演：中村佑介。金曜23:00 - 23:20）[155]
- 7日 - 植田圭輔・多和田秀弥のカミテかシモテか（出演：植田圭輔、多和田秀弥。土曜22:00 - 22:30）[155]
- 8日 - 奥井雅美 M-Style☆（出演：奥井雅美、マンスリーアシスタント。日曜〈土曜深夜〉1:30 - 2:00）[155]

兵庫エフエム放送
- 2日 - 2055 ARTIST LINE（月曜 - 金曜 20:55 - 21:00）[157]

KBS京都
- 4日 - ブルーオーシャン戦略RADIO（出演：名塚佳織、宮前優花。水曜21:30）[158]

エフエム京都
- 4日 - MOONRISE KINGDOM（出演：Homecomings。水曜 23:00 - 24:00）[159]
- 6日 - EVERYDAY STORY（出演：Chocolat&Akito。金曜 10:30 - 11:00）[160][161]
- 8日 - WEEKEND SHELTER（出演：KenKen（偶数月）、ヤバイTシャツ屋さん（奇数月）。日曜 22:00 - 23:00 ）[162][163][164]

中国放送
- 2日
  - Veryカープ!ハイライト（月 - 金曜 5:55 - 6:00、土曜 5:50 - 5:55、日曜 6:15 - 6:20）[30]
  - あしたになるまで（出演：下岡優希。月曜 23:50 - 24:00）[30]
- 3日 - Veryカープ!名選手列伝〜100人の物語〜（ナレーション：小林克也。火 - 金曜 17:51 - 17:57）[30]
- 6日 - 週刊 田中宏（出演：田中宏、栗栖美和。金曜 15:00 - 16:50）[30]
- 26日 - CANVAS Traveling edition（出演：福岡奈織。毎月第4金曜 22:00 - 24:00）[30]

四国放送
- 6日 - ナオミの夢ラジオ（出演：保岡栄二、皆谷尚美。金曜 23:30 - 翌0:00）[165][166]
- 8日 - ヒノマル☆SUNSUNラジオ!（出演：川原葉月、yuyu with eriri（ゆりり）、大東優也、丸山貴成（ヒノマル☆プロジェクト代表） ほか。 日曜 22:30 -）[167]

西日本放送
- 3日 - ラジオスローリー（出演：赤松汐音。火曜 19:00 - 21:00）[168][169]

南海放送
- 7日 - 井上音生のNEOラジ（出演：井上音生。土曜 21:50 - 22:00）[170]

北海道放送
- 4日 - ポッカサッポロ飲んでるカ〜ン!こずゑのナイター直前!ファイターズDEナイト!!（出演：斉藤こずゑ。火 - 金曜 17:47 - 17:57）[171]
- 7日 - 佐々木佑花 ココcolor（出演：佐々木佑花、佐藤舞。土曜 8:00 - 12:00）[171]
- 8日
  - サブカルキック（出演：田島ハル、小林エレキ。日曜〈土曜深夜〉 2:30 - 2:50）[171]
  - 半﨑美子のハンザキラジオ（出演：半﨑美子。日曜 10:00 - 10:30）[171]
- 30日 - 拝啓、武田勝です〜今年も石川にいます〜（出演：武田勝、谷川恵一。毎月最終月曜〔建山義紀のほな、ウチおいで内〕）

STVラジオ
- 2日 - 洋二と明石の無口な二人（出演：木村洋二、明石英一郎。月 - 金曜 12:00 - 12:15。「工藤じゅんきの十人十色」内）[172][173]
- 7日
  - Knock on the Rainbow（出演：ケンタ、中村笑野。土曜 21:30 - 22:00）[174][175]
  - ぽっぷんミーティング!（出演：島太星（NORD）、廣瀬詩映莉。土曜 22:00 - 23:00）[176][177]

エフエム北海道
- 2日
  - 朝MORi（出演：森基誉則。月 - 木曜 7:30 - 11:00）[178]
  - LUV TRACKS（出演：林唯衣。月 - 木曜 16:00 - 18:55）[178]
- 6日
  - 北川久仁子のbrilliant days×F（出演：北川久仁子。金曜 7:30 - 17:30）[178]
  - Cafē Laniika（出演：Trisha、SATO。金曜 19:00 - 20:55）[178]

エフエム・ノースウェーブ
- 1日 - 村上佳佑のPassionate Music（出演：村上佳佑。日曜 19:00 - 20:00）[179]
- 5日
  - lol 佐藤友祐 の access to smile（木曜 21:00 - 22:00）[180][181]
  - #ブレブレブレエメン（出演：ブレエメン。木曜 22:00 - 23:00）[182][183]
- 7日 - 東李苑のおしゃべりシフォンケーキ（出演：東李苑。土曜〈金曜深夜〉 0:30 - 1:00）[184]

エフエム青森
- 7日 - 青森山田学園 presents HOPE for TOMORROW（土曜 12:20 - 12:30）[185]

IBC岩手放送
- 7日 - 神山浩樹ののびのびサタデー（出演：神山浩樹。土曜 13:00 - 15:00）[186][187]

東北放送
- 2日 - あのね♪クミコ（月曜 17:59 - 18:00）[188]

エフエム仙台
- 2日 - とび出せ 中村くん!!（出演：中村マサトシ。月曜 20:00 - 21:00）[189]
- 4日 - 竹森マサユキのAKERU radio（出演：竹森マサユキ。水曜 20:00 - 20:55）[190]
- 6日 - チケット!（出演：奥口文結。金曜 12:00 - 12:50）[191][192]

山形放送
- 8日 - 爆笑コメディアンズの他力HongGang!!（出演：爆笑コメディアンズ。日曜 11:00 - 12:00（再放送 土曜 9:00 - 10:00））[193][194]

ラジオ福島
- 7日 - Caryaのミュージックシュワシュワ（出演：Carya。土曜 22:00 - 22:15）[195]

RKB毎日放送
- 2日 - 冨永ボンド アートレディオ（出演：冨永ボンド 月曜20:15 - 20:30）[196]
- 7日 - 福耳20th Anniversary Augusta Caravan in RKB（出演：松室政哉 土曜22:00 - 22:30）[196]
- 8日
  - あべ・ケン!言の葉パラダイス（出演：あべやすみ、佐々木謙介 日曜6:10 - 6:40）[196]
  - 鬼ちゃん・西やんの日曜ちゃちゃちゃ（出演：鬼橋美智子、西田たかのり 日曜13:00 - 18:00）[196]

ラブエフエム国際放送
- 1日 - 明治産業 presents「OUR CULTURE, OUR VIEW」（出演：佐藤ともやす。日曜 10:30 - 11:30）[197]
- 1日 - Teenage Peeps（出演：MANON、DJ JOHNNY、安田乙葉。日曜 11:30 - 14:45）[197]
- 2日 - Departure Lounge（出演：藤田じゅん〈月曜 - 木曜担当〉、Sach〈金曜担当〉 ほか。月 - 金曜 11:30 - 14:00）[197]
- 3日 - ON AIR presents HOT（出演：NONCHELEEE、KYNE、徳利、KAZUMA OGATA、CENTO。火曜 20:00 - 21:00）[197]
- 6日
  - 福岡市「やさしい日本語」ラジオ講座（出演：Darrell、Tomomi。金曜 11:54 - 〔Departure Lounge内〕）[198]
  - まなみんのチャンチョアKOREA!（出演：江野沢愛美。金曜 22:30 - 23:30）[199]
- 7日 - FUKUOKA CALLING（出演：キャロリーナ・ホグリンド。土曜 13:00 - 14:00）[197]

エフエム福岡
- 4日 - WONWOO(ウォヌ)と町田のウォヌマッチング（出演：WONWOO、町田隼人）[200][201]

大分放送
- 2日 - 唯衣麻衣の#タイムライン（出演：山崎唯衣、森迫麻衣。月曜 19:00 - 19:30）[202][203]

南日本放送
- 7日 -  探検!かごしまじかん（出演：原口奈菜。土曜 15:00 - 16:20）[204][205]

エフエム鹿児島
- 2日 - アンテナ@beat!! 〜ピピピ♪〜（出演：今末真人。月 - 金曜 11:30 - 12:55）[206]
- 6日 - AIR´z69（出演：冨永あきのり、辻敬子。金曜 13:30 - 19:00）[207]

宮崎放送
- 7日 - 偉人探訪社 トキタビ!!（出演：外種子田結。土曜 17:00 - 17:30）[208]

RBCiラジオ
- 2日 - かでかるさとしのなんくるラジオ（出演：かでかるさとし。月曜 21:00 - 23:00）[209]
- 3日 - 箕田和男のミュージックナイト!（出演：箕田和男。火曜 21:00 - 23:00）[209]
- 4日 - 高橋勝也 レトロエイジャー（出演：高橋勝也。水曜 21:00 - 23:00）[209]
- 5日 - 小山康昭の今も青春!（出演：小山康昭。木曜 21:00 - 23:00）[209]
- 6日 - 高橋勝也 ザ・NIPPON ヒットパレディオ（出演：高橋勝也。金曜 21:00 - 23:00）[209]
- 7日
  - 動画配信型才能発掘バラエティー にんきもんラジオ（出演：ハイアップロー&とうこ。土曜 15:00 - 17:30）[209][210]
  - 宮城夏鈴「Okinawa　Callin'」（出演：宮城夏鈴、もりたか。土曜 21:00 - 21:30）[209]
- 8日 - あきらの人生はときめき 〜いのち燃やして〜（出演：垣花章。日曜 22:30 - 23:00）[209]

ラジオ沖縄
- 1日 - IKKOのこれって開運?!（出演：IKKO、萬谷宜子。日曜 8:45 - 9:00）[211]

エフエム沖縄
- 7日 - NTT docomo presents ケツメイシ大蔵のケツノマジュン（出演：大蔵（ケツメイシ）。土曜 11:30 - 11:55）[212]

JFN
- 1日
  - Dream AmiのHappy-Go-Lucky☆（出演：Dream Ami。エフエム岐阜 ほか）[213]
  - 武井壮・サンボマスターのオレたちラジオ団（出演：武井壮、サンボマスター。エフエム仙台 ほか）[214][215]
- 2日 - Seasoning -season your life with music-（出演：市川美絵。エフエム青森 ほか）[216]

### 2018年5月放送開始
エフエム・ノースウェーブ
- 3日 - 北笑ラジオ（出演：アンビバレント志摩子、MACHIKO。木曜〈水曜深夜〉 0:00 - 0:30）[217][218]

アール・エフ・ラジオ日本
- 3日 - 沙央くらまのKURAMA de ナイト!（出演：沙央くらま、前田瑞貴、工藤大貴。木曜 22:30 - 23:00）[219]

bayfm
- 6日 - 第一生命 Presents Lifestyle Recipe（出演：岩田由記夫、Miracle Vell Magic。日曜 21:00 - 22:00）[220]

横浜エフエム放送
- 8日 - s**t kingz『踊る門には福来たる』（出演：s**t kingz。火曜〈月曜深夜〉2:30 - 3:00）[221]

エフエム富士
- 7日 - 小此木まりのsalon de MARI（出演：小此木まり。月曜 19:30 - 19:55）[222]

東海ラジオ放送
- 4日 - 水雲-MIZMO-のみんなずっともっと（出演：水雲-MIZMO-。金曜 5:00 - 5:10）[223][224]

@FM
- 1日 - オトボトケ presents 整萌・小瀧のイケメンミュージックサプリ（出演：山口整萌、小瀧俊治。月 - 木曜 23:55 - 24:00）[225]
- 5日 - 沢井里奈のさわやか＃さわーたいむ（出演：沢井里奈。土曜 9:30 - 9:55）[226]

エフエム大阪
1日 - 関西ジャニーズJr.のバリバリサウンド（出演：関西ジャニーズJr.（藤原丈一郎、大橋和也、高橋恭平、正門良規）。火曜 18:00 - 19:00）
5日 - OH! てらさんぽ（出演：下埜正太、岩田桃夏（NMB48）。土曜 12:00 - 12:55）
ラジオ関西
- 4日 - 播州一のラジチューバー（出演：播州一。金曜 21:00 - 21:30）[229]

中国放送
- 3日 - 軽マーケット新沢亮二のおしゃべりモーニング!（出演：新沢亮二。木曜 前6:55 - ）[230]

JFN
- 6日 - ヘアメイク河北裕介のBe yourself（出演：河北裕介。広島エフエム放送 ほか）[221]

### 2018年6月放送開始
TBSラジオ
- 3日 - はしのえみ トライ!ファミリー!（出演：はしのえみ、豊田綾乃。日曜 9:45 - 9:55）[231][232]

@FM
- 3日 - 高橋真麻のもちはだミュージック（出演：高橋真麻、鷲尾岳。日曜 21:30 - 22:00）[233]

大阪放送
- 3日 - ヤマノススメラジオノススメ（出演：井口裕香、阿澄佳奈 ほか。日曜 22:20 - 22:35）[234]
- 7日 - ありすorありす WELCOME RADIO（出演：梱枝りこ、徳井青空。木曜 22:45 - 23:00）[234]

エフエム大阪
- 3日 - 仏教伝道協会 presents 笑い飯 哲夫のサタデー・ナイト仏教（出演：哲夫（笑い飯）。日曜〈土曜深夜〉0:55 - 1:00）[235]

京都放送
- 7日 - 夢、約束の聖地(スタジアム) 女の子だって甲子園（出演：紫々丸。木曜 17:30）[236]

エフエム香川
- 3日 - 怒れるおっさんラジオ（出演：勝谷誠彦、田尾和俊。日曜 18:00 - 18:30）[237]
- 4日 - ゴゴから!（出演：リンクアップとっしー、コバヒロ。月曜 12:00 - 12:55）[238]

エフエム青森
- 2日 - RINGOMUSUMEのOH!ときめきゴールドサイト（出演：RINGOMUSUME。土曜 17:30 - 18:00）[239]

秋田放送
- 30日 - 相場詩織の大好きあきたの海～ときどき桂三河（出演：相場詩織。土曜 12:30）[240]

### 2018年7月放送開始
東海ラジオ
- 2日 - 純烈!東海制覇の道（出演：純烈。月曜 5:10 - 5:25）[241]
- 7日 - 海蔵亮太 リョウタのカタチ（出演：海蔵亮太。土曜 6:30 - 6:45）[241]

Radio NEO
- 28日 - The Season presents DESIGN YOUR LIFE（出演：三上真史。土曜 11:00 - 11:15）[242]

文化放送
- 2日 - らくごのデンパ（出演：西川文野。月曜 18:45 - 19:00）[243]
- 8日 - MOMO・SORA・SHIINA Talking Box（出演：麻倉もも・雨宮天・夏川椎菜。日曜〈土曜深夜〉2:00 - 2:30）[244]

TOKYO FM
- 1日 - セブンカフェ presents SOUND IN MY PREMIUM LIFE（出演：小西真奈美。日曜 8:30 - 8:55）[245]
- 7日 - チケットぴあpresents足立梨花のアニだちっ!（出演：足立梨花。土曜 20:00 - 20:30）[246]

アール・エフ・ラジオ日本
- 5日 - 開局60周年 ラジオ日本ジャイアンツナイター・アーカイブ（出演:内藤博之。木曜 11:00 - 11:30）

茨城放送
- 2日 - 夜遊びジェームス（出演：ジェームス英樹。月曜 20:00 - 21:00）[247]。

エフエム富士
- 1日 - 社と旅と音楽と（出演：佐々木優太、ダイアナ・ガーネット。日曜 19:30）[248]
- 7日 - The Super BallのBound Up Radio（出演：The Super Ball。土曜 23:00 - 23:30）[249]

Radio NEO
- 7日 - セイントフォーのミッドナイト・トーク（出演：セイントフォー。土曜〈金曜深夜〉0:45 - 1:00）[250]

エフエム愛知
- 2日
  - FluoLightArchとふぇありーているず!のField Jack（出演：くりざべす(FROZEN CAKE BAR)、ふぇありーているず!。月曜〈日曜深夜〉0:00 - 0:30）[251]
  - TIME STRIPPER（出演：RYO Little Black Dress。月曜〈日曜深夜〉1:00 - 1:30）[252]
  - 金山テラス（出演：我妻正敏、京夏。月曜〈日曜深夜〉1:30 - 2:00）[253]
- 6日 - 愛笑むのyellow post（出演：愛笑む。金曜〈木曜深夜〉1:30 - 2:00）[254]

エフエム大阪
- 2日 - 松本優の「THANK YOU」（出演：松本優。月曜 20:00 - 20:30）[255]
- 4日 - 日商エステム presents 平原綾香のハラホロシアター（出演：平原綾香。水曜 18:30）[256][257]

北海道放送
- 1日 - はやしべさとしの琴線歌 〜柔らかな日曜の朝に〜（出演：林部智史。日曜 8:15 - 8:30）[258]

RKB毎日放送
- 8日 - 鈴木愛理 あいりまにあRadio（出演:鈴木愛理。日曜<土曜深夜> 1:30 - 2:00）[259]

### 2018年8月放送開始
TOKYO FM
- 3日 - mysta presents コエチャン!-VOICE CHAMPION GRANDPRIX-（出演：アイデンティティ、桜 稲垣早希。金曜 23:00 - 23:55）[260]
- 5日 - 木村拓哉 FLOW（出演：木村拓哉。日曜 11:30 - 11:55）[261]
- 10日
  - AWESOME RADIO SHOW.（出演：鈴木おさむ、小森隼。金曜 12:00 - 14:00）[262]
  - TOKYO SOUNDS GOOD supported by Ginza Sony Park（出演：KEN THE 390、砂糖シオリ（チーム未完成）。金曜 14:00 - 16:55）[263]

ZIP-FM
- 4日 - DJ MORIZO HANDLE THE MIC（出演：DJ MORIZO（トヨタ自動車 豊田章男社長）、遠近由美子。土曜 19:00 - 19:30）[264]

エフエム福岡
- 5日 - 松隈ケンタの「スクランブルロックシティ」（出演：松隈ケンタ。日曜<土曜深夜> 1:30 - 2:00）[265]

### 2018年9月放送開始
@FM
- 7日 - 柴田工業 presents ライムライト（出演：枡田絵理奈、柴田薫（柴田工業 代表取締役）。金曜 15:00 - 15:30）[266]

### 2018年10月放送開始
NHKラジオ第1放送
- 5日 - 増田明美のキキスギ?（出演：増田明美。金曜 20:05）[267][268]

ラジオNIKKEI第1
- 1日 - アニソン私の王子さま（月曜 19:00 - 19:30）[269]

STVラジオ
- 日 - playlist（出演：上野由加里。土曜 17:00 - 18:00）
- 日 - にちようベイベー (出演：箕輪直人。日曜 13:00 - 13:30)
- 日 - GO! GO!サンデー（出演：急式裕美。日曜 14:00 - 17:00）

北海道放送
- 7日 - ティーンリスナー獲得プログラム!ワンチャンレディオ（出演：すずらん。日曜 22:00 - 22:40）[272]
- 日 - Music Delivery BAN BAN RADIO!サタデー（出演：高島保。土曜 14:00 - 17:00）
- 日 - ハロー! J-POP 音タク（出演：卓田和広。日曜 13:30 - 16:00）

IBC岩手放送
- 5日 - ゆき&こよいのアフらじ予習タイム（出演：松原友希、百岡古宵。金曜 18:20 - 18:45）[273]

エフエム岩手
- 7日 - Millennial Wind（第1・3日曜 8:00 - 8:30）[274]

TBSラジオ
- 2日 - 日本リアライズ presents 篠田麻里子のGOOD LIFE LAB!（出演：篠田麻里子、宇垣美里、アポロン山崎。火曜 21:30 - 22:00）[275]
- 6日 - 土曜朝6時 木梨の会。（出演：木梨憲武（とんねるず）、古谷有美。土曜 6:00 - 7:00）[276]
- 7日
  - 大林組 presents 宇宙飛行士・山崎直子の夢の架け橋（出演：山崎直子。日曜 19:00 - 19:15）[275]
  - 日本キャッシュレス化協会 presents 高木純のキャッシュレスドラゴン（出演：高木純（一般社団法人日本キャッシュレス化協会専務理事）、宇垣美里。日曜 19:15 - 19:30）[275]
  - 住協グループ presents 六平直政の気をつけナイト!（出演：六平直政、山形純菜。日曜 23:00 - 24:00）[275]

文化放送
- 1日 - &CAST!!!アワー ラブナイツ!（出演：森久保祥太郎、吉野裕行、福山潤、諏訪部順一。火<月曜深夜> - 金曜<木曜深夜> 1:00 - 2:00）[277]
- 2日
  - 文化放送スポーツDASH NEXT（出演：寺島啓太（火・水曜）、土井悠平（木曜）、永田レイナ（金）。火 - 金 18:00 - 18:45）[277]
  - SHIBA-HAMAラジオ（出演：立川こしら（火曜）、瀧川鯉八・立川吉笑（水曜）、柳亭小痴楽・入船亭小辰（木曜）、春風亭昇々・春風亭ぴっかり☆（金曜）。火 - 金曜 19:00 - 21:00）[277]
  - 山本希望・田中貴子のKING'S RAID"IO"!（出演：山本希望、田中貴子。火曜 21:00 - 21:30）[278]
  - 平方元基 はじめさせていただきます。（出演：平方元基。水曜<火曜深夜> 2:15 - 2:30）[277]
- 3日 - 和牛のモーモーラジオ（出演：和牛。木曜<水曜深夜> 2:00 - 2:30）[277]
- 4日 - 祭ラジオ..（出演：祭nine.。木曜 21:00 - 21:30）[277]
- 5日
  - DAIV TO MUSIC（出演：ヒャダイン。金曜 21:00 - 21:30）[277]
  - ドラガリアロスト ラジオキャッスル（出演：内山昂輝、内山夕実。土曜<金曜深夜> 1:00 - 1:30）[277]
- 6日 - Anison Days+（出演：森口博子、八木菜緒。土曜 18:00 - 19:00）[277]

ニッポン放送
- 1日
  - オールナイトニッポンPremium（出演：ココリコ（月曜）、中川家（火曜）、中田敦彦（オリエンタルラジオ）（水曜）、よゐこ（木曜）、Kis-My-Ft2（金曜） 月 - 金曜 18:00 - 20:30）[279][280]
  - 浜辺美波 真夜中のシンデレラ（出演：浜辺美波。火<月曜深夜> - 金曜<木曜深夜> 0:53 - 0:58）[281]
- 5日 - YOU&三四郎 恋愛見極め人 コレって脈あり!? supported by Pairs（出演：YOU、三四郎 金曜 21:00 - 21:30）[282]
- 6日 - 高嶋ひでたけと里崎智也 サタデーバッテリートーク（出演：高嶋ひでたけ、里崎智也。土曜 18:00 - 20:30）[283]

TOKYO FM
- 7日 - 杉咲花のFlower TOKYO（出演：杉咲花。日曜 9:00 - 9:30）[284]

J-WAVE
- 2日
  - OTOMESHI（出演:市島晃生。水曜<火曜深夜> 2:30 - 3:00）[285]
  - TOKYO M.A.A.D SPIN（火曜<月曜深夜> - 日曜<土曜深夜> 2:30 - 3:00）[285]
- 3日
  - MESSAGE FROM UTAKATA（出演:宮沢和史。木曜<水曜深夜> 2:00 - 2:30）[285]
  - SWEET ROBOTS SHOW（出演:テイ・トウワ。木曜<水曜深夜> 2:30 - 3:00）[285]
- 4日
  - BOOZE HOUSE（出演:Kaz Skellington。金曜<木曜深夜> 2:00 - 2:30）[285]
  - TAKRAM RADIO（出演:渡邉康太郎。金曜<木曜深夜> 2:30 - 3:00）[285]
- 5日 - THE WISE FOOL SHOW（出演:グ・スーヨン、PALU。金曜 23:30 - 24:00）[285]
- 6日 - RADIO SWITCH（出演:ピーター・バラカン。土曜 23:00 - 24:00）[285]
- 8日
  - EVERYTHING HAWAI’I（出演:ALX KAWAKAMI。火曜<月曜深夜> 2:00 - 2:30）[285]
  - ATHLETE HIGH（出演:武井壮。火曜<月曜深夜> 2:30 - 3:00）

横浜エフエム放送
- 3日 - ふわふわな話をしようかな、どうしよっかな。（出演：安野希世乃。木曜<水曜深夜> 1:30 - 2:00）[286]

エフエム富士
- 6日 - ひなりんのよるらじ!（出演：青葉ひなり(FES☆TIVE)。土曜 23:00 - 23:30）[287]
- 7日 - ビーマイxRADIO（出演：Be My Baby。日曜 23:00 - 23:30）[288]

CBCラジオ
- 1日
  - 〜ともだちラジオ〜本音でゴメン!!（出演：宮地佑紀生ほか）[289]

東海ラジオ
- 1日
  - 安蒜豊三 きょうもよろしく（出演：安蒜豊三。月 - 金曜 5:00 -7:00）[290]
  - ドラヂカラ!!（出演：山﨑武司、大澤広樹（月・火曜）、週替わり解説者、村上和宏（水曜）、井上一樹、森貴俊（木・金曜） ほか。月 - 金曜 17:45 - 19:00）[290]
  - 歌謡曲主義 26時の歌謡曲（出演：松阪ゆうき、前野沙織（月曜）、津吹みゆ、井田勝也(火曜)、後藤隆、松原敬生（水曜）、工藤あやの、原光隆（木曜）。火曜<月曜深夜> - 金曜<木曜深夜> 2:00 - 3:00）[290]
- 2日
  - TOKAIRADIO×TSUTAYA LIFESTYLE MUSIC 929（出演：幹葉（スピラ・スピカ）（火曜・前半）、竹内アンナ（火曜・後半）、増子直純（怒髪天）（水曜）、KIRINJI（木曜）、黒沢薫（ゴスペラーズ）。火 - 金曜 20:00 - 21:00）[290]
- 5日 - 麻里子様のまみむめみどりに聞いてみよ（出演：篠田麻里子。金曜 15:30頃）[291][292]
- 6日
  - 井田・三丘の歌謡曲主義（出演：井田勝也、三丘翔太。土曜 14:00 - 17:00）[290][293]
  - なごや寄席（出演：原光隆（案内役）。土曜 17:00 - 18:00）[290]
- 7日
  - 歌謡曲主義 松原敬生の日曜も歌謡曲（出演：松原敬生、青山紀子。日曜 12:00 - 15:00）[290]
  - 原光隆の歌謡曲主義（出演：原光隆。日曜 15:00 - 18:00）[290]

岐阜放送ラジオ
- 7日 - 永田薫のマジ☆ぎふ（出演：永田薫(MAG!C☆PRINCE)。日曜 21:40 - 22:00）[294]

ZIP-FM
- 5日 - IF I AM（出演：ほのかりん。金曜<木曜深夜> 1:00）[295]

Radio NEO
- 1日 - TOKAI SCHOOL BOYSの放課後HR（出演：町田康介（デラスキッパーズ）、TOKAI SCHOOL BOYS。月 - 金曜 22:30）[296]

静岡エフエム放送
- 6日 - 西岡健吾のサタプリ!（出演：西岡健吾(MAG!C☆PRINCE)。土曜 7:30 - 7:55）[297]

朝日放送ラジオ
- 6日 - リアルをぶつけろ!ハッシュタグZ（出演：阿久津愼太郎、きいた。土曜 21:05）[298]
- 7日（6日深夜） - 澤田有也佳のアナがパジャマに着替えたら（出演：澤田有也佳。日曜<土曜深夜> 2:00）[299]

毎日放送
- 2日 - 次は〜新福島!第2章 めばえ（出演：福島暢啓。火 - 木曜 20:00）[300]

エフエム大阪
- 5日 - キン☆ボシ Happy Hour（出演：しもぐち☆雅充。金曜 17:00 - 18:55）[301]

ラジオ関西
- 1日 - 田代さや佳のMirache Music Triangle（出演：田代さや佳。月曜 23:30 - 24:00）[302]
- 4日（3日深夜） - バドミントンガールズ〜聖ラファエル学院放送部〜（出演：バドミントンガールズキャスト。木曜<水曜深夜> 0:30 - 1:00）[302]
- 5日 - LUN!LUN!RUN!（出演：GION（神戸・清盛隊）、上谷聡子。金曜 21:00 - 21:30）[302][303]
- 7日 - 松原タニシの生きる（出演：松原タニシ。月曜<日曜深夜> 1:00 - 1:30）[304][305]

兵庫エフエム放送
- 1日 - 10BLOCKS（出演：shumichel、DJ黒髪のリリー。月 - 金曜 5:30 - 5:55）[306]
- 7日 - NEXT GENERATIONS CAMPS（出演：NEXT GENERATIONS。日曜 20:30 - 20:55）[307]

KBS京都
- 3日 - 夜の本気ダンスのラジダン!（出演：夜の本気ダンス。水曜 19:30 - 21:00）[308]

エフエム京都
- 2日 - KANERO HZ（出演：感覚ピエロ。火曜 23:00 - 24:00）[309]

RKB毎日放送
- 6日 - 古代の福岡を歩くシーズン4（出演：坂田周大。土曜 20:00 - 20:30）[310]
- 7日
  - 中嶋順子のAIR FLIGHT（出演：中嶋順子。日曜 7:15 - 7:30）[310]
  - 川上政行の今日もゴメンなさい!（出演：川上政行、葉山さつき。日曜 8:00 - 8:30）[310]
  - 神田蘭のモーニング・マダム（出演：神田蘭。日曜 9:15 - 9:30）[310]
  - 増田明美・櫻井浩二のプロペラ全開（出演：増田明美、櫻井浩二。日曜 16:00 - 16:15）[310]
- 8日
  - シソンヌの“ばばあの罠”（出演：シソンヌ。月曜<日曜深夜> 1:00 - 2:00）[310]
- 9日
  - アナウンサーの世界（出演：三好ジェームス（火曜）、池尻和佳子（水曜）、坂田周大（木曜）。火 - 木曜 19:30 - 21:30）[310]
  - 宮岡プラチナゲート〜RKBからの挑戦状!（火 - 金曜 21:30 - 21:46）[310]
- 12日
  - ホークス&スポーツ（出演：上杉あずさ、宮脇憲一、井口謙。金曜 17:00 - 19:30）[310]
  - ラジ夫太郎のおかわりください。（金曜 19:30 - 20:00）[310]

エフエム福岡
- 1日 - BOUNCE BEAT（出演：椎葉ユウ、もりいまい。月 - 木 12:00 - 15:00）[311]
- 4日 - NAMELESS RADIO（出演：楓（二刻パラノイア）（第一部）、土屋琴音（第二部）。木曜<水曜深夜> 1:00 - 2:00）[312]

ラブエフエム国際放送
- 4日 - 野性に還ろう。（出演:ヨシダナギ。木曜 19:30 - 20:00）[313]

ラジオ沖縄
- 1日
  - BALLOON みーかーのわははのは!（出演：玉城美香。月 - 木曜 9:30 - 11:30）[314]
  - SUSUのThe Tower 〜ありきたりな夜に〜（出演：SUSU。月曜 22:00 - 23:00）[314]
- 4日 - Sweet&Bitter（出演：岩井証夫（1週目担当）、矢島晶子（2 - 5週目担当）。木曜 18:30 - 19:00）[315]
- 5日
  - BALLOON ともかのうふふのふ!（出演：竹中知華。金曜 9:30 - 11:30）[314]
  - 玉隆飯店（出演：玉城愛、宮田隆太郎。金曜 20:00 - 22:00）[314]
- 14日 - おひがらサンデー 月下美人（出演：ゆうりきや～。日曜 13:00 - 15:30）[314]

JFN
- 1日
  - 和楽器バンド 鈴華ゆう子の日本が好きになっちゃうラジオ（出演：鈴華ゆう子（和楽器バンド）。エフエム大分 ほか）[316]
  - UNISON SQUARE GARDENの機材車ラジオ（出演：UNISON SQUARE GARDEN。エフエム福島 ほか）[317]
- 6日 - RADIO MUSEUM〜聴く、名画（出演：浜崎美保。エフエム青森 ほか）[318]

### 2018年11月放送開始
ニッポン放送
- 5日 - 乃木坂46梅澤美波の「のぎぼき」!（出演：梅澤美波（乃木坂46） 、澤昭人(公認会計士)。月 - 木曜 19:56 - 20:00）※『オールナイトニッポンPremium』内で放送[319]

FM FUJI
- 9日 - halcaの「キミの隣」（出演：halca。金曜<木曜深夜> 1:00 - 1:30）[320]

エフエム愛知
- 4日 - cent heavenのココが天国（出演：cent heaven。火曜 21:30）[321]

FM OH!
- 6日 - 〜みんなでつくるラジオ〜「FANTASTIC RADIO」（出演：FANTASTICS from EXILE TRIBE。火曜 20:30 - 20:55） [322]

ラジオ関西
- 6日 - 県内就活応援番組　ネイビーズアフロのレディGO! HYOGO（出演：ネイビーズアフロ。） [323]

STVラジオ
- 4日 - D-tunes（出演：週替わりパーソナリティ（Rihwa、廣瀬詩映莉、稲場愛香、瀬川あやか）。日曜 17:00 - 17:30） [324]

エフエム・ノースウェーブ
- 1日 - トーホウリゾート presents Natural Woman（出演：大黒摩季。木曜 15:30 - 16:00）[325]

九州朝日放送
- 10日 - 激音（出演：コガ☆アキ。土曜 22:00 - 22:45）[326]

JFN
- 4日 - 太陽系第三惑星 FM谷川（出演：谷川俊太郎、谷川賢作、春風亭一之輔。エフエム宮崎 ほか）[327]

### 2018年12月放送開始
エフエムラジオ新潟
- 1日 - もはや何者!?（出演：小出薫、木村あさみ、酒井春奈。土曜 19:00 - 19:30）[328]

エフエム福島
- 14日 - MANAMIのConnection Collection（出演：MANAMI。第2金曜 11:30）[329]

アール・エフ・ラジオ日本
- 2日 - だからBもスキ〜バスケット・ビスケット〜（出演：駒田航、竹内ゆうか。日曜<土曜深夜> 2:30）[330]

ベイエフエム
- 7日 - 前野智昭と小笠原仁のWAVE!! Brilliant Time（出演：前野智昭、小笠原仁。金曜 23:30）[331]

ラブエフエム国際放送
- 2日 - 時をつなぐ、地域をつなぐ JAL九州歴史ロマン街道（出演：益田啓一郎、山本真理子。日曜 14:15 - 14:45）[332]

熊本放送
- 6日 - 進藤久明のラジオ（出演：進藤久明。木曜 17:20 - 17:30）[333]

### 番組名改題
エフエム福岡
- 4月1日より
  - 『ピザクックpresents悠未とさくらのLinQuestion?!』（『ピザクックpresents悠未と彩乃のLinQuestion?!』から改題）[334]

文化放送
- 4月5日より
  - 『けものフレンズ presents フレンズ探検隊2』（『けものフレンズ presents フレンズ探検隊』から改題）[335]

TOKYO FM
- 4月7日より
  - 『秋元才加とJOYのWeekly Japan!!』（『秋元才加のWeekly Japan!!』から改題）[62]

エフエム大阪
- 4月6日より
  - 『おふらじ!EX』（『おふらじ!』から改題）[336][337]

STVラジオ
- 4月14日より
  - 『ウイークエンドバラエティ 日高晤郎ショー フォーエバー』（『ウイークエンドバラエティ 日高晤郎ショー』から改題）[338]

新潟放送
- 4月23日より
  - 『北原里英のMOONLIGHTING』（『NGT48 北原里英のMOONLIGHTING』から改題）[339]

エフエム栃木
- 5月3日より
  - 『ギュウゾウとPinokkoの雷ヘッドライナー』（『ギュウゾウと里咲りさのアイドル☆パンチ!』から改題）[340]

NACK5
- 5月13日より
  - 『TOKIO WALKER』（『山口達也 TOKIO WALKER』から改題）[341][342]。

北陸放送
- 6月3日より
  - 『お達者ですか 孫のゆうかです。』（『お達者ですか 孫のまなみです。』から改題）[343]

文化放送
- 7月2日より
  - 『ご注文はラジオですか??〜WELCOME【う・さ!】〜』（『ご注文はラジオですか??〜チマメ隊のポポロンラジオ』から改題）[344]

南日本放送
- 10月6日より
  - 『青だよ!たくちゃん!』（『ズバッ@RADIO〜青だよ!たくちゃん!〜』から改題[注 1]）

## 終了番組

### 2018年1月放送終了
RFラジオ日本
- 1日 -ラジ米-WE　RADI　RICE-

エフエム北海道
- 27日-JAZZ LOUNGE[345] 全17回

### 2018年3月放送終了
NHKラジオ第1放送
- 19日 - クリス松村の音楽処方箋[346]
- 25日 - パワーボイスA[347]

TBSラジオ
- 26日 - 都市型生活情報ラジオ 興味R[348]
- 31日 - ライムスター宇多丸のウィークエンド・シャッフル[38]

文化放送
- 22日 - 今井翼のto base[349]
- 26日 - キャイ〜ンのガクラン♪[350]
- 27日
  - 関智一のユニゾン![351]
  - 小松未可子のリッスン?2-3[352]
- 28日
  - 柿原徹也のユニゾン![353]
  - やなぎなぎのリッスン?2-3[354]
- 29日
  - 寺島拓篤のユニゾン![355]
  - 朝倉さやのリッスン?2-3[356]
  - 渋谷×文化ラジオ[357]
- 30日
  - 西武鉄道 presents 平田広明・増田俊樹のこえさんぽ。[358]
  - 鈴村健一のユニゾン![359]
  - AKB48のリッスン?2-3[360]
- 31日 - 玉川美沙 ハピリー[361]

ニッポン放送
- 27日 - ランパンプスのオールナイトニッポン0(ZERO)[362]
- 28日
  - WANIMAのオールナイトニッポン0(ZERO)[59]
  - アイアプレゼンツ SKE48&HKT48のアイアイトーク[363]
- 29日
  - 渋谷龍太のオールナイトニッポン0(ZERO)[364]
  - ザ・ボイス そこまで言うか![365]
- 30日 - 高嶋ひでたけのあさラジ![366]

interFM897
- 30日 - Sound Tripper![367]

TOKYO FM
- 4日 - HITS ONE PREMIUM powered by Billboard JAPAN[368]
- 30日
  - FamilyMart presents 松任谷正隆の明日もありがとう。[369]
  - ヤバイ音楽研究所[370]

アール・エフ・ラジオ日本
- 28日 - Flower Notesの花あかり[371]
- 31日 - 菊地亜美の1ami9[372]

bayfm
- 25日 - 今夜もダル・セーニョ[373]
- 31日 - Stand By みー[374]

エフエム栃木
- 29日 - サトウヒロコの言葉の授業[375]
- 31日 - BASQ FM[81]

エフエムラジオ新潟
- 29日 - FIGUEROA[85]

新潟放送
- 30日 - 週刊アイドルハント[376]

エフエム富士
- 28日 - 宮島咲良 J POP N' ROCKS[377]
- 31日 - ペフエムFUJI[378]

ZIP-FM
- 25日
  - SUNDAY ROOKIE[379]
  - SUNDAY HAPPY HOUR[380]
- 29日
  - PEACHY.[381]
  - SMILE HEART BEAT[382]
  - FABULOUS RIDE[383]
- 30日
  - FIND OUT[384]
  - MORNING CHARGE[385]
  - SWAG#41[386]
- 31日
  - STEP5[387]
  - Z-POP COUNTDOWN 30[388]

Radio NEO
- 26日 - アニガール[389]
- 30日
  - SUNNY[390]
  - 萌神絵音[391]

＠FM
- 25日 - 安城電機 presents 藤木由貴のPROJECT-F[392]

毎日放送
- 29日
  - ティルドーンアニメ[393]
  - 次は〜新福島[394]
- 31日 - DJ KO-TAROのGIRLS A GO GO[395]

大阪放送
- 31日 - サラピン音楽塾[396]

FM802
- 29日 - FLiPLiPS[397]
- 30日
  - DASH FIVE![398]
  - Ciao! MUSICA[399]

エフエム大阪
- 29日
  - 朝までアニソン♡[400]
  - OTO-BAKA[401]
- 30日
  - Precious.[402]
  - RIPSLYME SHOCK THE RADIO[403]

兵庫エフエム放送
- 25日 - Kiss MaiSTAR VILLAGE[404]

エフエム滋賀
- 30日 - トリコロール[405]

北海道放送
- 29日
  - Music Delivery BAN BAN RADIO![171]
  - こずゑの速報!ファイターズDEナイト[171]
  - スポーツ&ミュージックスタジアム『フルカウント』[171]

エフエム北海道
- 25日 - ANI-ON![406]
- 28日 - SCREEN modeのStars Radio[407]

エフエム・ノースウェーブ
- 25日
  - 宇都宮隆 ξUtsu BARξ 440[408]
  - RIRITUNE[409]

エフエム青森
- 31日 - ELM presents ELMAGA+[410]

エフエム仙台
- 30日 - 東北まんぷくラジオ[191]

ラブエフエム国際放送
- 27日 - Transit Radio（火）iimaな時間[411]
- 28日 - Transit Radio（水）Sound Avenue[412]

### 2018年4月放送終了
文化放送
- 1日 - 安元洋貴・江口拓也のミクチャラジオ[413]
- 2日 - 〜TRUEのおもてなしラジオ〜 鶴松屋へようこそ[414]

東海ラジオ放送
- 1日 - SCREEN mode SOUL on the radio[415]

毎日放送
- 2日 - 香西かおり 大人のかおり[416]

### 2018年5月放送終了
横浜エフエム放送
- 1日 - ハードボイルドバンザイ[417]

### 2018年6月放送終了
山形放送
- 26日 - ロケット団三浦のらじCOOP[418]

CBCラジオ
- 17日 - ラ・ラ・ラ ラジチューブ[419]

文化放送
- 27日 - P.IDLのぶんぶんステージャー![420]

interFM897
- 25日 - Vida TOKIO[421]

横浜エフエム放送
- 28日 - sumika Orange Floor〔Tresen内〕[422]

茨城放送
- 27日 - Pop-Up Radio[423]

エフエムラジオ新潟
- 29日 - 〜深夜の熱血!ジャスピン?ニアピン?プログラム〜小山紗季のいっきまぁ〜す[424]

@FM
- 25日 - LiveFans[425]

エフエム大阪
- 26日 - 水谷果穂 20歳のレシピ[426]

### 2018年7月放送終了
文化放送
- 1日 - 内山昂輝の1クール![427][428]

TOKYO FM
- 27日 - 木村拓哉のWhat's up SMAP![261]

エフエムナックファイブ
- 1日 - 関ジャニ∞ 渋谷すばるのスバラジ[429]

ラジオ大阪
- 6日 - 駒形友梨と三重野瞳の音楽きこうよ。[430]

ラジオ関西
- 1日 - 原由実・南千紗登のぱくぱく村[431]

### 2018年9月放送終了
TBSラジオ
- 25日 - 日本リアライズpresents ドランクドラゴン鈴木拓宅[432]
- 27日 - SOLIDEMO CLUB 8[433]

文化放送
- 28日（27日深夜） - ユニゾン!〜ジェネレーション〜[434]

ニッポン放送
- 17日（16日深夜） - 中島みゆきのオールナイトニッポン月イチ[435]

interFM897
- 28日 - Refill Korea![436]

ラジオNIKKEI第2放送（RN2）
- 7日 - Click DE On-Air[437]

CBCラジオ
- 24日 - 河原龍夫のヒット! ヒット! パラダイス[438]

エフエム石川
- 28日 - Wannahappiness!! -kiss,hug,kisses♥-[439]

ラジオ関西
- 27日（26日深夜） - 松田的超英雄電波[440][441]
- 28日（27日深夜） - びばりば!![442]

ラジオ沖縄
- 25日 - yaikoの素[443]

エフエム北海道
- 28日 - トーホウリゾートpresents 大黒摩季♪大人のBreak Time[444]

### 2018年11月放送終了
エフエム愛知
- 27日 - アキシブprojectの「IDOL PARTY!!」[445]

bayfm
- 30日 - アクアトレイン[446]

### 2018年12月放送終了
エフエム富士
- 24日 - GIRLS・GIRLS・GIRLS =flying high=『インキーウップス』のRadio oops!![447]

TBSラジオ
- 30日（29日深夜） - 菊地成孔の粋な夜電波[448]

文化放送
- 31日（30日深夜） - Yostar presents 加隈亜衣のアズールレーディオ[449]

毎日放送
- 27日（28日深夜） - ザ・ヒットスタジオ (木)[450]

ニッポン放送
- 29日 - タッキーの滝沢電波城[451]

TOKYO FM
- 28日 - mysta presents コエチャン!-VOICE CHAMPION GRANDPRIX-[452]

## 期間限定番組
- 1月3日 - 6月20日、E∞Track Selection 〜井上実優のMIYU♪SIC RADIO〜（エフエム大阪、出演：井上実優。隔週水曜 19:30 - 20:00）[453]
- 1月4日 - 3月23日、未来へつなげ!北海道新幹線（STVラジオ、金曜 17:20。出演：山本浩子）[454]
- 1月4日 - 3月30日、天使のラジオ（ラジオNIKKKEI第1、金曜19:00）
- 1月6日 - 6月30日　勝手気ままラジオ!川瀬隆史の座・暴走老人（土曜17:00 - 17:30）[455]
- 1月10日 - 6月27日、E∞Track Selection 〜Qyotoのお茶していきませんか?〜（エフエム大阪、出演：Qyoto。隔週水曜 19:30 - 20:00）[453]
- 2月23日 - 4月27日 JOY・シモダの気分は兄貴分（ラジオNIKKEI第2、出演:JOY、シモダテツヤ。金曜 21:30 - 22:00）※全10回[456]
- 3月30日 -、THE ROAD TO SKYBLUE（出演：DJ龍太、yuna。平日不定期 16:30 - 17:30）[178][457]
- 4月9日〈8日深夜〉 - 6月11日〈10日深夜〉 戸松遥のおとまつでした。（朝日放送ラジオ、出演：戸松遥。日曜〈月曜深夜〉1:30 - 1:40）[458]
- 5月3日 - 6月28日 浅場佳苗のかなえるラジオ（アール・エフ・ラジオ日本、出演：浅場佳苗。木曜 23:00 - 23:30）※2ヶ月限定[459]
- 5月6日 - MINT mate boxの”knock! knock! knock!”（エフエム富士、出演：MINT mate box。日曜19:30 - 20:00）※2ヶ月限定[460][461]
- ７月1日 - MUSIC APPLE – 寿君 Edition（兵庫エフエム放送、出演：寿君。日曜22:00 - 23:00）[462]※3ヶ月限定
- 7月4日 - E∞Track Selection 〜RISKY DICEの水曜む〜ちょ〜（エフエム大阪、出演：RISKY DICE。隔週水曜 19:30 - 20:00）[463]※6ヶ月限定
- 7月11日 - E∞Track Selection 〜杏沙子のラジオリウム〜（エフエム大阪、出演：杏沙子。隔週水曜 19:30 - 20:00）[463]※6ヶ月限定
- 12月6日 - 12月27日 - 辻・三ツ廣の以後お見知り置きを〜1st〜（毎日放送、出演：辻沙穂里、三ツ廣政輝。木曜<水曜深夜> 0:00）[464]

TOKYO FM
- 12月4日 - 1月1日 - 入江彩乃 お主の耳にドロップキック!!（TOKYO FM、出演：入江彩乃。日曜<土曜深夜> 3:30）[465]

## 特別番組

### 1月放送
- 1月1日
  - 新春特別番組「また正月も同じ夢を見ていた」｛ラジオ大阪、0:30。出演:大空直美、香里有佐｝[466]
  - 山あり 谷あり 大人の坊主めくり(NHKラジオ第一、12時15分。出演:小島ゆかり、石田純一、ミッツ・マングローブ)[467]
- 1月2日 - 2018年新春ラジオ特番企画「HIPPY NEW YEAR 2018」（中国放送、15:00)[468]
- 1月3日
  - Join us! キソエイゴ祭り（NHKラジオ第2、9:00。MC:天野ひろゆき＜キャイーン＞、花音）[469]
  - 生島ヒロシと吉田照美のRoots 66（TBSラジオ、18:00）[470]
  - 働く大人たちの日常痛快コントショー「東京03の好きにさせるかッ!」(NHKラジオ第一、19：20。出演:佐藤隆太、水野美紀、櫻井孝宏、水瀬いのり、小木博明＜おぎやはぎ＞)[467]
- 1月5日 - More Than Liner Notes 私の1枚〜世代を超えて〜（TBSラジオ、17:50。出演:萩原健太、亀渕昭信、ピーター・バラカン、松尾レミ＜GLIM SPANKY＞、鳥居真道＜トリプルファイヤー＞
- 1月8日
  - ASH DA HERO「THIS IS A HERO」!（NACK5、1:00）[471]
  - 2020挑戦ラジオ SUMOが拓く平和へのかけ橋(NHKラジオ第一、17:05。出演:安井和男、倉園一雄、把瑠都凱斗、山口香。司会:刈屋富士雄、柴原紅)[467]
  - SHOWROOM Presents「楠田亜衣奈のIt's SHOWTIME」（ラジオNIKKEI第2、21:00 - 21:40。出演：楠田亜衣奈。））[472]
- 1月28日 - 埼玉ラジオフェス（NHKさいたまFM・NACK5、12:45。出演：五日市祐子、かとうれいこ、佐久間由衣、鈴木大輔、手賀沼ジュン、パーマ大佐。司会：バカボン鬼塚、與芝由三栄）[473]。

### 2回以上放送のシリーズ番組
- 1月1日
  - α-STATION Happy New Year Special Program『ナイトライダー2018』（α-STATION、0:00。出演:くるり、高野寛、ハンバートハンバート、キセル、リクオ、寺田国敏＜coffee house拾得＞、水島博範＜磔磔＞。DJ:高田漣）[478]
  - あべまつみのAM（FMIWATE、1:00。DJ:阿部沙織、まつみたくや）[479]
  - 今年はいぬ年?わん!ダフル（北陸放送、9:00。出演:大平まさひこ、小野塚愛美、丸一都美、若杉しげる）[480]
  - 新春!まずはラジオでオメデトさん（九州朝日放送、12:00）
  - 新春民謡列島2018(NHK FM、12:15。出演：山本謙司、小野花子、成世昌平ほか)[467]
  - 安倍晋三・櫻井よし子新春対談 強いニッポンの創り方（ニッポン放送、12:30）
  - 新春特別番組「2018年新春ラジオ福袋!」 （JFN、13:00）[475]
  - 新春特別番組・林文子横浜市長が語る今年の横浜（RFラジオ日本、9:30。インタビュアー:岩崎里衣）[481]
  - 神奈川県知事新春対談・神奈川元気ビジョン（RFラジオ日本、9:45。出演:黒岩祐治）[481]
  - ラジオ日本新春スポーツスペシャル 徳さん×由伸監督 ドリームトーク2018（RFラジオ日本、10:00。進行:矢田雄二郎）[481]
  - ランラン号 笑う街角に福来る（STVラジオ、12:30。出演:田村みなみ、花井瑞穂）
  - いきものがかりの水野良樹ラジオ2018〜戌年ですが、まだ牛なんです（NHK-FM、14:00）[482]
  - ニューイヤークラシック2018（信越放送、15:00。案内役:松井咲子）
  - 優也×広輔 へやのみ2018(中国放送、15:00。出演:坂上俊次)
  - 松山千春 スーパーショット2018（STVラジオ、14:00）[483]
  - 新春スペシャル 二宮清純 2018年 日本のスポーツ大予測（ニッポン放送、18:30）
  - 新春民謡紅白歌合戦（RBCiラジオ、18:30）
  - DJ五十嵐ニューイヤースペシャル（九州朝日放送、20:00。DJ:五十嵐亮太、沖繁義）
  - 坂本龍一ニューイヤー・スペシャル（NHK-FM、22:00。出演:大友良英、小沼純一、北中正和、牧村憲一）[484]
- 1月2日
  - うつみ宮土理のおしゃべりしましょ新春1時間SP（ニッポン放送、11:00。出演:山内惠介）
  - 新春ファイターズスペシャル 日本一奪還へ 栗山監督の挑戦（STVラジオ、12:00。出演:永井公彦）
  - 年始特別番組「ラジオ同窓会2018〜あの人に会いたい〜」（JFN、13:00）[475]
- 1月3日

  - これくる!2018（毎日放送、15:30。出演:テンダラー白川、たむらけんじ、山本量子/ヘンダーソン、さや香、フースーヤ、爛々）
  - 山岡家の流儀（STVラジオ、18:30。出演：吉川のりお、しろっぷ）[注 2]
  - 良い正月でーびる行逢りば島兄弟（いいそーぐぁちでーびる）2018（ラジオ沖縄、20:00。出演：山川まゆみ、喜屋武均、宮城マナミ、きよか、はる）[485]
- 1月8日 - クラレ“ランドセルは海を越えて” presents 未来へのキックオフ-（TOKYO FM、11:30。DJ: 中西哲生　高橋万里恵）[486]
- 1月28日 - 新春青森市長に聞く（青森放送、9:00）[487]

#### 1年間で複数回放送された、または放送予定の特番
- 1月1日
  - 元旦吉例!弘兼北原熱血音楽対決(NHK FM、5:00)
  - HAPPY GO LUCKY 〜未来へつなぐ〜 HOKKAIDO150（AIR-G'、8:30。出演：森基誉則、大野真奈）[492]
  - J-WAVE NEW YEAR SPECIAL FUTURESCAPE OF TOKYO（J-WAVE、9:00 。DJ:サッシャ、玄理英里子）
  - めざせ!ハッピー!2018!カフェ おがっちへようこそ!(エフエム山陰、15:00。出演:おがっち、大坂愛、影山さゆり)[493]
  - 田中将大のオールナイトニッポンNY オールナイトニッポンPremiumスペシャル（ニッポン放送、19:00。出演:ももいろクローバーZ）[494]
  - 新・20の扉(NHKラジオ第一、22:05。出演:河合郁人＜A.B.C-Z＞、塚田僚一＜A.B.C-Z＞、光浦靖子、ホリ、アルコ&ピース)[495]
- 1月1日、2日 - オペラ寄席すぱげっ亭(NHK FM、18:00。出演:＜元日＞林家たい平、＜2日＞神田松之丞)[467]
- 1月1日 - 3日、レディオキューブ新春スペシャルNEW YEAR'S GREETING 2018〜ワンだほぉーな年に、するんじゃ犬っ!〜（レディオキューブ、11:30/17:00。出演:富田哲也、清田のぞみほか）[496]
- 1月2日〜5日
  - 真冬の夜の偉人たち(NHK FM、21:00。出演は、順に久石譲、高橋幸宏、内澤崇仁、フランソワーズ・モレシャン)[467]
  - クロスオーバーイレブン2018新春(NHK FM、23：00。脚本:磯﨑憲一郎。出演:津嘉山正種)[467]
- 1月2日〜6日、新春特別番組「テレビもいいけどラジオもね GOGO2018新春特番」(富士山GOGOエフエム、7:00)[497]
- 1月3日
  - 歌武蔵の番外らじちゃんこ (CBCラジオ)[498]
  - RadioBerry新年特番「レディオベリーのメンズDJ MMC presentsすべりそうな〜話2018」（17:00/18:00） [475]
  - 渋谷×文化ラジオスペシャル 武井壮のガッとしてビターン!（文化放送、19:00）[499]
- 1月4日、5日、1月8日 - 冬休み子ども科学電話相談(NHKラジオ第一、8:05)[467]
- 1月8日 - 福島から2時間出しているラジオ〜福島の若者がニッポンを変える!大プレゼン大会!〜(NHKラジオ第一/NHK福島放送局製作、13:05。出演：秋元才加、開沼博)[500]
- 5月3日、4日 - DJ壇蜜のSM(NHKラジオ第一、22:10)[501]
- 放送日不定期 - 弘兼憲史 黄昏ヒットパレード（ニッポン放送、20:00）[注 4]

### レギュラー番組のスペシャル版
- 1月1日
  - 亜咲花 Animetick Night「年明けからCBCのアニオタ仲間集めてオタ活SP」（0:00） [502]
  - 後藤麻衣の心配ないさぁ〜!!～新春スペシャル（ラジオ日本、1:10）
  - 2018新春スーパーワイド第1部 征平・吉弥の元旦も全開!!（朝日放送、5:00）
  - 仲谷一志・下田文代の迎春!与なおし堂（RKB毎日放送、6:30）[503]
  - FMK NEW YEAR SPECIAL 2018（FMK、7:30。出演：樫山結、松本亮介）[504]
  - 元日まるごとらくさぶろう（南海放送、6:55 - ）
  - エンジョイ・シンプル・イングリッシュ スペシャル（NHKラジオ第2、9:00。出演:肘井美佳/別所哲也）
  - 今年も頑張るけん!おもいっきり2018(中国放送、9:00/12:30。出演:田中俊雄、松本裕見子、大松しんじ)
  - 新春対談　草太郎本舗復活の道のり（STVラジオ、12:00。出演：湯本正基＜アイセ・リアリティ＞、喜瀬ひろし）
  - 次は〜新福島!スペシャル　七福神もビックリ!”福”島のぶひろのふるまい大新年会!（毎日放送、10:30）
  - 2018新春スーパーワイド第2部 明けましてCheers!!（朝日放送ラジオ、10:00）
  - ラジシベ新春SP「林部智史Ⅰ」（FM山形、12:00）[505]
  - カーナビラジオ 歌声喫茶「やっちゃん」お正月スペシャル（12:00）
  - ストークスなび　新春スペシャル（ラジオ関西、12:36）[506]
  - お正月だよ!NewYear ホリDAY!（北海道放送、13:00）
  - おめでとう!道上洋三と加山雄三です!（朝日放送、14:00）
  - 戌年だよ!とろサーモンだよ!あるあるセブン新春2018ワンダフルスペシャル!（宮崎放送、14:30）[507]
  - きよし・八方の新年早々 ポン・カラ・リン!（朝日放送ラジオ、15:00）
  - コンサ・マニア 2018新春スペシャル（北海道放送、16:00。管野暢昭）
  - 広島歌謡曲ナイト 新春スペシャル(中国放送、16:00。出演:オカタカシ、キムラミチタ)
  - レバンガの魂 2018新春スペシャル（北海道放送、17:00。矢萩尚太郎）
  - 報道するラジオ新春スペシャル〜どないなるねん!この世界（毎日放送、18:30。出演:水野晶子、千葉猛、朴一）
  - GO!GO!ファイターズ スペシャル 〜ファイターズに捧げた左腕・宮西尚生〜（STVラジオ、18:30）
  - 竜香のあぶない8時 お正月2時間スペシャル（北陸放送、19:00。出演：月竜香、前原智子、坐間妙子、赤間有華）
  - 島田洋七の朝から言わせろ!! 新春スペシャル（九州朝日放送、19:00）
  - 名古屋おもてなし武将隊 戦国干支絵巻 （CBCラジオ、21:00）
- 1月2日
  - 新春!立川こしら ラジオ寄席（北海道放送、6:30）
  - 鬼スポ 花の応援団!〜鬼ちゃん50になりました!〜（6:30。出演者:鬼橋美智子、田中友英、佐藤巧、山口たかし）
  - 山ガール温泉ガール新春SP（北海道放送、8:15）
  - 2018年を英語で大予測!ニュースで英会話新春スペシャル（NHKラジオ第2、9:00。出演:鳥飼玖美子、高松珠子、ルーシー・バーミンガム、千葉雄大、戸田和幸、川崎哲＜核兵器廃絶国際キャンペーンICAN国際運営委員＞、内藤陽介＜Japan Times＞、塚越健司＜学習院大学非常勤講師＞。司会:楠紗友里）
  - 滝沢秀明 2018年 新時代のリーダーを探せ!（ニッポン放送、13:00）
  - まいのアイドルメモリーズ☆お正月スペシャル!（FMおだわら、17:00。出演:いまのまい、福島 崇＜昭和とらいあんぐる＞、原川マコト＜昭和とらいあんぐる＞）[508]
  - 酒井直斗のラジノート 新春スペシャル2018（CBCラジオ、15:00／18:00）
  - 純喫茶SEGODON(NHKFM、19:20。出演:鈴木亮平、富貴晴美。司会:ビビる大木)[467]
  - ホークスじゃんじゃん新春スペシャル（九州朝日放送、19:00）
  - サンドウィッチマンの天使の初笑い（NHKラジオ第一、19:20）
  - 7☆3 I-DREAM STATION （CBCラジオ、22:00）
- 1月2日、1月3日-新春おめでた文芸(NHKラジオ第一、14:20。出演:＜2日＞冨士眞奈美、＜3日＞太田治子、神田京子)[467]
- 1月3日
  - 年始特別番組「Happy Hour Party!のスポーツ祭り2018」（JFN、13：00）[475]
  - MOTOR FREAK MFKBスペシャル（エフエム栃木、16：00。DJ:鹿島田千帆）[475][509]
  - しゃべってしゃべって特別版・嶺脇育夫×加藤多佳子のガチ・キモヲタ対談（ラジオNIKKEI第1、12:30）[510]
  - 立川生志の世の中こげん面白かばい!正月スペシャル(RKB毎日放送、6:30。出演者:久米ゆき)
  - 気ままにWEEKEND SP 〜松前町夫婦の手紙 ベストセレクション〜（北海道放送、8:15。朗読:加藤雅章、田村美香）
  - 茶屋町MBS劇場〜新春興行〜（毎日放送、10:30。進行:柏木宏之）
  - 阿部亮のNGO 世界一周!〜世界を変える日本の起業家たち（ニッポン放送、11:00）
  - 新春GO!GO!コンサドーレ　スペシャル（STVラジオ、12:00。出演:都倉賢、野々村芳和、吉川のりお）
  - 文化放送新春報道スペシャル後藤謙次 Point of View この国の行方〜ことしの政界をうらなうキーマンに聞く!（14:30。出演:岸田文雄、野田佳彦）
  - お正月 純烈・スーパー銭湯（FM高知、17：15）[511]
  - 動道歩美のあけおめ!ことドル2018(中国放送、15:00)
  - KBC長浜横丁新春女将サミット（九州朝日放送、19:00。出演:清子女将、ルーシー、岩部見梨）
  - ふぉ〜ゆ〜のぴたラジ（CBCラジオ、22:00）※単独番組
  - 1月8日
  - MAXIMUM POWER ROCK TODAY(bayfm、13:00。DJ:伊藤政則)
  - Day by Day Holiday Edition〜WELCOME TO THE SEIJIN WORLD!〜（JFN、13:30）[512]
- 4月7日 - 日高晤郎追悼特番〜良く笑えた日は佳い一日だ〜（STVラジオ、8:00。出演:吉川典雄、ようへい、田付美帆、）[513]
- 12月29日 - KEIYOGINKO GRAND COUNTDOWN REAL（bayfm、13:00 - 17:50。 出演:小島嵩弘、麻生夏子）

### イベント関連
- 1月1日 - 新春特番 HAPPY SUNRISE 2018〜そらの初日の出＠T38〜(FM NORTH WAVE、6:00。DJ： カツノリ)[515]
- 1月2日 - プレイバック 東京JAZZ 2017(NHK FM、12:15。案内役:小川隆夫、伊藤雄彦)[467]
- 1月3日予定 - アッパレオレたちゴチャ祭〜ナガシマスパーランドからやってまーす〜（毎日放送、22：00。出演：木本武宏[TKO]、私立恵比寿中学、アンガールズ。司会:西川貴教）[516]
- 1月4日 - 第71回全日本学生音楽コンクール 全国大会(NHK FM、13:00)[467]
- 1月7日 - 新春福袋ラジオ(FM高知、11:00)[517]
- 1月8日 - 横浜トヨペット presents ニッポン放送×FMヨコハマ DISCOVER YOKOHAMA 2018(13:00)[518]

## 再開番組
- 4月7日 - たかちゃんの電リクじゃんけん（出演：福地高子、山口たかし。RKB毎日放送、土曜10:00 - 12:45）[196]
- 5月7日 - Dream BOX!（出演：小鹿みき、石川瞬間、ACKO。@FM、月曜 21:00 - 21:30）[519][520]
- 10月2日 - わたしとよりみちくん（出演：田中碧、林莉世、三石佳那、渡邉智世。新潟放送、火 - 金曜 18:30 - 18:45）[521]

### 期間限定再開
- 4月7日 - 9月、RISING SUN ROCK FM（FM NORTH WAVE、土曜20:00。DJ:yuka）[522]